# Han Sejkún-i vegyi támadás
A Han Sejkún-i vegyi támadás 2017. április 4-én Szíria Idlib kormányzóságának Han Sejkún városában történt. Ekkor a várost a Tahrir al-Sham ellenőrizte, melyet korábban an-Nuszra Front néven ismertek.
A jelentések szerint a várost azután, hogy az ott élőket erőteljes vegyi mérgezés érte, elkezdték a levegőből lőni. A szarin vagy más, hasonló hatású gáz kibocsátásával az idlibi egészségügyi hatóságok jelentése szerint legalább 74 embert megöltek, és 557-et megsebesítettek. A 2013-as gútai vegyi támadás óta ez volt a szíriai polgárháború legtöbb halálos áldozatot követelő ilyen akciója.
Az Amerikai Egyesült Államok az Egyesült Királyság, Törökország, Szaúd-Arábia, Franciaország és Izrael kormánya, valamint a Human Rights Watch is Bassár el-Aszad szíriai elnöknek tulajdonítja a támadást. Az Aszad-kormány visszautasította, hogy bármilyen vegyi fegyvert bevetettek volna a légi támadáskor. Az orosz Védelmi Minisztérium közleménye szerint az egyik szíriai harci repülőgép a felkelők egyik raktárát támadta, „melyben lehettek a felkelők vegyi fegyverei is.”
Április 7-én az USA 59 rakétát lőtt ki a Sajrati Légibázisra, mely az Amerikai Hírszerzés szerint a támadás forrása volt.

## Előzmények
Azt, hogy a szíriai polgárháborúban vegyi fegyvereket vetettek be, mind Szíria, mind az ENSZ helyi forrásai is megerősítették. A háború alatt halálos áldozatokkal járó vegyi támadások közé tartozott a gútai támadás Damaszkusz külvárosában 2013. augusztusban és a Hán al-Szal-i támadás Aleppó külvárosában 2013. márciusban. Miközben egyik fél sem vállalta a támadásért a felelősséget, az ENSZ egyik tényfeltáró missziója és az UMHRC egyik Vizsgálóbizottsága is foglalkozott a támadásokkal.
Az ENSZ szerint hasonló ideggázt, szarint vetettek be korábban Hán al-Szadnál (2013. március 19.), Szaráibnál, (2013. április 29.), Gútánál (2013. augusztus 21.), Zsúbarnál 2013. augusztus 24-én és Ászrafija Szahnájánál 2013. augusztus 25-én. Az UNHRC küldöttsége később megerősítette, hogy Hán al-Szadnál, Szaráibnál és Gútánál szarint használtak, de Zsúbart és Ászrafija Szahnáját nem említették. Az UNHRC jelentésében azt is leírta, hogy a Hán al-Szadnál használt szarin a gútai támadásnál használttal „azonos jellegzetességekkel rendelkezik”, ami arra utalhatott, hogy a készítőknek hozzáférése volt a Szíriai Hadsereg készletéhez. Ezek hatására a nemzetközi közvélemény elkezdte hangsúlyozni, hogy a Szíriai Fegyveres Erők vegyi fegyverkészletét meg kell semmisíteni, melyre 2014 folyamán sorra kellene kerülnie. Annak ellenére, hogy ezt sikeresen kivitelezték, továbbra is sok vegyi támadás történt, melyek többsége a kormányellenes csoportokhoz, leginkább az al-Nusra Fronthoz kötődött.
2016. augusztusban az Egyesült Nemzetek nyíltan azzal vádolta Bassár el-Aszad szíriai hadseregét, hogy klórbombákat dobtak le 2014. április 21-én Talmaneszre, 2016. március 16-án pedig Szarmínra. Több más feltételezett, bejelentett, vizsgált támadás is történt. 2016. decemberben az ISIL kezén lévő egyik faluban vegyi fegyvereket vetettek be, melynek hatásai hasonlóak voltak a gútai támadás következményeihez, a halottak közül többeknek a légnyomás okozta a sérülését. 2017. március 30-án légi támadás érte Hamá kormányzóság északi részén Han Sejkumtól 15 km-re al-Lataminah városát. Több mint n70 ember meg nem határozható kémiai sugárzásnak lett kitéve, és hányingerük, pszichomotorikus eredetű nyugtalanság lett rajtuk úrrá, a szájuk habzott, görcsbe rándultak az izmaik és miózisuk (pupillaszűkületük) lett. Két áldozatnak hirtelen megállt a szíve, és egy ortopéd orvos is meghalt. Április 3-án, egy nappal a támadás előtt „a rezsim egyik repülőgépe” állítólag egy ehhez hasonló klórtámadást hajtott végre a közeli Al-Habit falu felett, ahol több tucatnyi felnőtt és két gyermek halt meg.

## A támadás

A térképen a támadáskor aktuális frontvonalak látszanak, a támadás helyszínét pedig bevonalkázott kör jelzi.

A támadásra helyi idő szerint április 4-én 6:30 körül került sor, mikor a legtöbb gyermek és szülő elindul iskolába illetve a munkahelyére. A szemtanuk arról számoltak be, hogy 10 perccel a rakéták becsapódása és a légi támadások vége után furcsa szagot éreztek, majd ezt követően megjelentek a mérgezés látható tünetei is. A Fehérsisakosok négy, szokatlanul gyenge robbanásról számoltak be. Az egészségügyi dolgozók és a szemtanuk szerint a támadás különbözött a korábban tapasztalt klórgázas támadásoktól. Régebben a klórgáz csak néhány embert ölt meg jól körülhatárolható épületekben és helyeken. Most viszont szabad levegőn is rengetegen haltak meg. Ezen kívül az áldozatokra jellemző volt a tűhegyes pupilla, mely arra utal, hogy ideggázzal, azon belül is szarinnal érintkezett a terület. Jellemző tünetek közé tartoztak még a végtagok fagyossága, a lelassult szívverés és az alacsony vérnyomás. Az első szemtanuk akkor is megfertőződtek, mikor az áldozatokkal kapcsolatba léptek. A török egészségügyi minisztérium szerint az orvosi tesztek megerősítették az áldozatok vizeletében és vérében az izopropil-metilfoszfátsav – a szarin egyik, kémiai reakció után létrejövő ismert bomlástermék – jelenlétét. Brit tudósok a helyszínen talált minták alapján arra a következtetésre jutottak, hogy a használt kémiai anyag „szarin vagy szarin-szerű vegyület” volt.
Kareem Shaheen, az első olyan nyugati újságíró, aki a támadás után meglátogatta a várost, lefényképezte azt a krátert, ahol a jelentések szerint a vegyi fegyver a földbe csapódott, a környéken pedig egy teljesen elhagyott raktárat és üres silókat talált.

### Áldozatok
Az idlibi egészségügyi források a támadás után közvetlenül arról számoltak be, hogy 58 ember – köztük 11 gyermek – meghalt, és több mint 300 ember megsebesült. A tízüktől begyűjtött minta teszteredménye szerint szarinnak vagy szarinszerű vegyületnek voltak kitéve.
Helyi idő szerint 7:30-ra 100 sebesült érkezett a helyi tábori kórházhoz. Mohamad Firas al-Jundi egészségügyi miniszter azt mondta, az áldozatok megfulladtak, folyadék került a tüdejükbe, a szájuk habzott, idegesek voltak rohamaik voltak, és lebénultak. Néhány órával később egy olyan kórházat ért légi találat, ahol az áldozatok egy rézét kezelték. Egyesek szerint az oroszok bombázták a sérültekkel teli kórházat, hogy így semmisítsék meg a bizonyítékokat. A terület legnagyobb kórházát két nappal korábban érte találat. Dr. Abdel Hay Tennari, a támadás 22 áldozatának kezelője szerint a betegek tünetei szarinmérgezésre utalnak. Azoknak a betegeknek, akik pralidoxinmot, a szarin egyik ellenanyagát kapták, körülbelül egy óra alatt stabilizálódott az állapota. Az Orvosok Határok Nélkül egyik csoportja meglátogatta a Bab Al Hawa kórházat, ahol megállapították, hogy a tünetek egyértelműen szarinra utalnak. Más olyan kórházakat is meglátogattak, ahol áldozatokat kezeltek, és azt írták, "az áldozatoknak fehérítőre emlékeztető szaguk volt, ami arra utal, hogy klórral érintkeztek." Végkövetkeztetéseik szerint „a jelentések nagyon arra utalnak, hogy az áldozatok Han Sejkún környékén két különböző vegyi anyagnak voltak kitéve.”
Április 5-én az orvosok és a helyszínen dolgozó kárelhárítók szerint az áldozatok száma 74-re nőtt, a sebesültek száma pedig immár 600-ra tehető. Ugyanakkor Recep Tayyip Erdoğan török miniszterelnök és Franciaországnak az ENSZ-hez delegált küldötte, François Delattre több mint 100 áldozatról beszélt. A mentésben részt vevő munkások földet és szövetmaradványokat gyűjtöttek össze, melyeket később a nyugati titkosszolgálatokhoz továbbítottak, ahol azokat kielemezték. Április 6-án Törökország Egészségügyi Minisztériuma a Törökországba szállított áldozatokból vett minták alapján arról beszélt, hogy az áldozatoknál talált tüdőroncsolódások alapján megállapították, hogy szarint vetettek be.
A CNN 2017. májusi jelentése az áldozatok számát 92-re tette.

## Felelősség
Sok kormány, így az USA és több európai ország és az Öböl Menti Együttműködési Tanács vezetői szerint is a szíriai kormány áll a támadás mögött. A Human Rights Watch vizsgálatai szerint a támadást a szíriai kormány seregei hajtották végre a levegőből, amikhez olyan szovjet készítésű KhAB–250 légi bombákat használtak, melyeket szarin célba juttatására fejlesztettek ki. Szíria tagadta, hogy köze lenne az eseményekhez. Oroszország szerint az áldozatok annak a következményei, hogy a kormány légi támadásai eltalálták a felkelők egyik kémiai fegyvereket létrehozó gyárát. Később azonban egyetértett a szakértő szervezet (OPCW) következtetéseivel. Az ENSZ Biztonsági Tanácsa egyhangúlag elfogadta, hogy ki kell vizsgálni a vegyi támadást. A Vegyifegyver-tilalmi Szervezet egyik jelentése szerint, kivizsgálták a történteket, és a vizsgálat eredményeiről 2017. június 19-én nyilvánosságra hozták a jelentésüket, mely megerősítette a szarin gáz vagy valami hasonló vegyület használatát.

„Az Egyesült Királyság álláspontja szerint majdnem biztos abban, hogy Szíria kormánya felelős a Han Sejkúnnál április 4-én végrehajtott sarinos támadásért. (…) Nincs semmilyen arra utaló bizonyíték, hogy a Szíriai Kormányon kívül a Szíriában lezajló konfliktus bármelyik résztvevőjének hozzáférése lenne egy a szarinhoz hasonlóan összetett idegméreghez. Megjegyezzük, hogy az FFM jelentése a szemtanúk beszámolóira hivatkozva azt közölte, a támadás idejében harci repülőgépek voltak a környéken. Csak a Szíriai Légierő képes vegyi támadást repülőgépről végrehajtani, és ez a Bizottság 2014–2015-ben már legalább három ízben elítélte őket azért, mert repülőgépről ledobott vegyi fegyvereket vetettek be.”

– Sir Geoffrey Adams, az Egyesült Királyságnak a Vegyifegyver-tilalmi Szervezetbe delegált képviselője, 

## A szíriai kormány, a szíriai ellenzék és az orosz kormány véleménye

### A szíriai ellenzék véleménye
Az Idlibi Médiaközpont szerint a kémiai vegyület jellemzői megegyeztek a szarinéval. A Szíriai Forradalmi és Ellenzéki Erők Koalíciója a szíriai kormányt és a Szíriai Fegyveres Erőket vádolta a támadás kivitelezésével, és követelte az ENSZ BT azonnali vizsgálatát. Az ellenzéki csoport azt mondta, a szíriai légierő ottani polgárokra dobta le a vegyi bombákat.

### A szíriai kormány álláspontja
A szíriai kormány álláspontja számtalan alkalommal megváltozott. A támadás napján a szíriai kormány egyik szóvivője ezt mondta a Reutersnek: "a kormány nem használ és nem is használt vegyi fegyvereket. Sem a múltban, sem a jövőben." A kormánypárti Al-Masdar News egy katonai forrásra hivatkozva azt írta, Szu–22-es bombázókkal egy rakétagyárat támadtak meg a városban. Ennek a gyártmánynak a bombáit a hírügynökség szerint semmiféle vegyi fegyverrel nem lehet megtölteni, arról pedig nem tudtak, hogy a gyárban vegyszerek voltak. Azt, hogy a támadáshoz Szu–22-es gépeket használtak, a felkelők pártján álló SOHR is megerősítette. Később Oroszország Védelmi Minisztériuma megismételte a Szíriai Fegyveres Erők nyilatkozatát, de hozzátette, hogy a lőszerraktár elleni támadásra 11:30 és 12:30 között került sor.
Egy április 13-án az AFP-nek adott interjúban Aszad elnök azt mondta, a támadást „100%-ban a terroristákkal kéz-a-kézben együtt dolgozó USA készítette elő”, hogy ezzel szerezzen jogalapot a Sajráti Légibázis elleni légi támadáshoz. Aszad ezt állította: „Most van önöknek rengeteg hamisított videó felvételük. … Nem tudjuk, hogy a halott gyermekeket Han Sejkúnban ölték meg. Halottak voltak ők egyáltalán?”
Walid Muallem, szíriai külügyminiszter azt mondta újságíróknak egy Damaszkuszban tartott sajtótájékoztatón, hogy hadseregük „eddig sem és ezután sem” vet be vegyi fegyvert, még a szíriai kormány ellen harcoló „terrorista csoportok” ellen sem. Hozzátette: „A vegyi támadásokról szóló első hírek órákkal korábbról származnak, minthogy a kormány megkezdte volna a légi támadását. Ez arra utal, hogy a vegyi támadás egy kegyetlen és cinikus „hamis jelzés”, melyekre hivatkozva a dzsihadista csoportok segítséget kérhettek az USA-tól.” Muallem ezen kívül megígérte, hogy információval látja el a Vegyifegyver-tilalmi Szervezetet az Irakból és Törökországból Szíriába érkező vegyi anyagokról.
Az igaz, hogy a Szíria által a nemzetközi szervezetnek továbbított anyagokból ki lehetett mutatni a szarint.

### Az orosz kormány álláspontja
Oroszország kormánya visszautasította, hogy részt vett volna a vegyi támadásban. Oroszország Védelmi Minisztériuma egy olyan közleményt adott ki, mely szerint „Az Orosz Légierő semmilyen támadást nem hajtott végre Han Sejkúnban és a környékén.”, de azt is hozzátették, hogy „tegnap 11:30 és 12:30 között” Han Sejkún közelében a szíriai repülőgépek megtámadtak egy raktárat, mely a felkelők lőszereivel volt tele. Oroszország Külügyminisztériuma „korai azzal vádolni a szíriai kormányt, hogy vegyi fegyvert vetett volna be Idlibben”, és ragaszkodnak a teljes, részrehajlás nélküli kivizsgáláshoz.” Röviddel a támadás után az orosz elnök szóvivője, Dmitry Peskov azt mondta az újságíróknak, „vegyi fegyverek bevetése félelmetes és gyalázatos bűncselekmény”, és hozzátette, hogy Oroszország Aszadnak nyújtott támogatása „nem feltételek nélküli”. Azt mondta, kételkedik benne, hogy az információk alapja „objektív háttéranyagok vagy bizonyítékok” alapján születtek, a „területén lévő terroristákkal” pedig csak a szíriai kormány tud megbirkózni.
Később Vlagyimir Putyin orosz elnök azt mondta, a támadás provokáció lehetett, de több verzió is lehetséges, és az ENSZ-nek kell kivizsgálnia a támadást. Április 11-én Putyin azt nyilatkozta, a vegyi támadás egy egy hamis jel volt, mely alapján el akarják lehetetleníteni a szíriai kormány szavahihetőségét. Április 14-én Szergej Lavrov orosz külügyminiszter azt mondta, „egyre több jel mutat arra”, hogy a támadásokat megrendezték. 2017. májusban Putyin kategorikusan kijelentette, hogy a többi kormány csak provokációból vádolja Szíriát, és Bassár el-Aszad elnök soha nem használt vegyi fegyvereket.
Eliot Higgins brit újságíró azonban bebizonyította, hogy Oroszország azon állítása, miszerint vegyi anyagokkal teli raktárat bombáztak volna, „két vagy három órával” azután került nyilvánosságra, minthogy az áldozatokról készült felvételek megjelentek volna. Több képet viszont még azelőtt feltöltöttek az internetre, minthogy a raktár ellen elkövették volna a támadást. Oroszország állításait kritizálta az amerikai Dan Kaszetais, a Kémiai alakulat egyik veteránja. Szerinte Oroszország állításai „infantilis indoklások”. Szintén nem értettek egyet a hivatalos véleménnyel a Kreml-ellenes orosz nonprofit Conflict Intelligence Team.
2017 júliusában azonban Oroszországnak a Vegyifegyver-tilalmi Szervezethez delegált tagja egyetértett abban, hogy „szarint vagy szarinszerű anyagot használtak”, és hozzátette, hogy „nincs olyan alap, ami alapján meg lehetne kérdőjelezni az OPCW eredményeit.”

## Az Amerikai Egyesült Államok válasza

### Felelőskeresés
Az USA kormánya szerint az Aszad vezette szíriai kormány áll a vegyi támadás mögött, a szíriai repülőgépek pedig a felkelők egyik erődítménye ellen indítottak támadást. Az USA külügyminiszterétől, Rex Tillersontól a következőt idézték: „Oroszország vagy bűnrészes, vagy Oroszország egyszerűen illetéktelen volt.” Tillerson szerint az USA szorgalmazta, hogy Aszad hagyjon fel a vegyi fegyverek bevetésével, „és ezen kívül semmilyen változás nincs a katonai felállásban.” Továbbra is az ISIL az elsődleges célpont.
Donald Trump elnök a támadást „elítélendőnek” nevezte, és azt a szíriai kormánynak tulajdonította, és II. Abdullah jordán királlyal közös találkozóján azt mondta, a cselekményt nem veheti figyelmen kívül „a civilizált világ.” Trump a támadást ezen kívül elődjének, Barack Obamának a hibáival hozta összefüggésbe. Rex Tillerson amerikai külügyminiszter azt mondta: „Mindenki, aki saját népével szemben vegyi fegyvert vet be, megmutatja, hogy alapjaiban veszi semmibe az emberi illemet, és ezért felelősségre kell vonni.” Az USA-nak az ENSZ-be akkreditált küldötte, Nikki Haley kijelentette, hogy bár a vegyi támadás előtt az USA nem elsősorban akarta hatalmától megfosztani Bassár el-Aszad szíriai elnököt, ez most már az USA szemszögéből regionálisan is jelentős üggyé vált. Az ENSZ Biztonsági Tanácsában Haley ezt mondta: „Ha az Egyesült Nemzetek képtelen együttesen fellépni, eljön egyes államok életében az idő, mikor saját magának kell cselekednie.” Ezzel arra utalt, hogy amennyiben nem ítélik el Aszadot a vegyi fegyverek polgári lakosság elleni használatáért, akkor az USA megteszi. Mike Pompeo, a CIA igazgatója április 13-án, kedden megerősítette, hogy ügynöksége szerint a szíriai kormány volt a felelős a Han Sejkúnnal elkövetett vegyim támadásért. „Gyorsak és jók voltunk.” mondta Pompeo. Adam Schiff, a törvényhozás hírszerzési bizottságának legfőbb demokrata résztvevője egyetértett azzal, hogy Aszad volt a felelős a támadásért.
A Kongresszus több tagja és volt tisztviselők is szkepticizmusuknak adtak hangot, mint például a CIA volt tagja, a Nemzeti Érdekek Bizottságának elnöke, Philip Giraldi, a Kongresszus egyik demokrata tagja, Tulsi Gabbard, a Kongresszusban ülő republikánus Thomas Massie, és a republikánusok volt képviselője, Ron Paul.

### Rakétatámadás

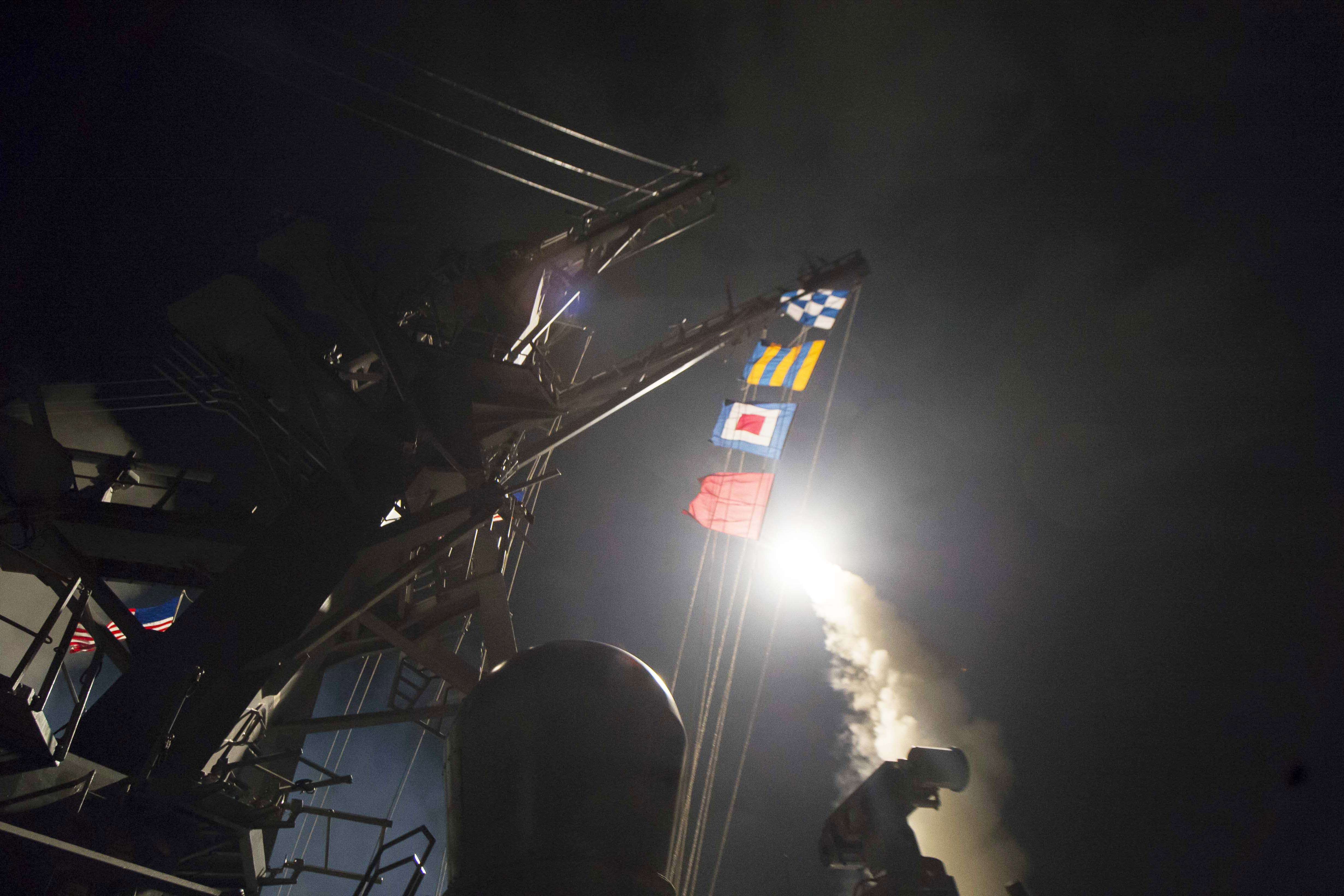
A USS Ross DDG-71 BGM–109 Tomahawk\Tomahawk rakétát lő ki a Sajráti Légibázis irányába.

2017. április 7-én reggel, 72 órával a támadás után az Amerikai Egyesült Államok 59 Tomahawk rakétát lőtt ki a Sajrát mellett fekvő szíriai Sajráti Légibázis irányába. Úgy gondolták, hogy erről a bázisról szállt fel az a repülőgép, mely végrehajtotta a vegyi támadást. A koalíció szerencsétlen kimenetelő 2016-os Dsajr ez-Zaur-i rajtaütéssel ellentétben egy egyoldalú akció volt, és ez volt a szíriai kormány elleni első nemzetközi támadás.

### Szankciók
2017. április 24-én az USA Pénzügyminisztériuma a Szíriai Tudományos Kutatási Központjának 271 alkalmazottjával szemben szankciókat léptetett életbe, mert szerintük közük lehetett a vegyi fegyverek előállításához.

## Nemzetközi reakciók

### Nemzetek fölötti és nem kormányzati szervezetek
António Guterres, az ENSZ főtitkára azt mondta, „nagyon felzaklatták” az Idlib kormányzóságban történt vegyi támadásról érkező hírek, és a vegyi fegyverek használatát tiltja a nemzetközi jog is. Federica Mogherini, az Európai Unió külügyi vezetője a támadást „félelmetesnek”nevezte, és azt mondta, ezért az elsődleges felelősség Bassár el-Aszad kormányát terheli.
A Vegyifegyver-tilalmi Szervezet (OPCW) „különös aggodalmának” adott hangot, és azt mondta, szíriai vizsgáló bizottsága minden lehetséges helyről gyűjt és elemez adatokat. Másnap a médiában elhangzottakra alapozva a szervezet Technikai Titkársága felszólította a Vegyi fegyverekről szóló megállapodás minden tagját felszólította, hogy minden, rendelkezésükre álló információt osszanak meg, mely szerintük kapcsolatban állhat „a Szíriai Arab Köztársaság Idlib kormányzóságában, Han Sejkúnban történt vegyi támadással.” Az Amnesty International azt mondta, a bizonyítékok egy „levegőből indított vegyi támadásra” utalnak. A Egészségügyi Világszervezet szerint az áldozatokon idegméreg nyomait lehetett kimutatni.

### Az ENSZ BT tagjai
A támadás után Franciaország sürgette az ENSZ BT ülésének összehívását. Franciaország, az Egyesült Királyság és az Egyesült Államok (az ENSZ BT állandó tagjai) egy olyan szövegtervezetet tettek közzé, mely szerint a BT mind a 15 tagállama elítéli a szíriai támadást, és ennek teljes körű kivizsgálását indítványozzák. A sürgősségi, zárt ajtók mögötti tanácskozást New Yorkba, 2017. április 5-re hívták össze. A hónapban az ENSZ BT elnökségét betöltő amerikai küldött, Nikki Haley, azt mondta, a vegyi fegyverek bevetésére adandó választ tartalmazó tervezetről nem tartanak szavazást, mert az USA és első és Oroszország második javaslata mellett váratlanul Svédország és a hozzá csatlakozó kilenc nem állandó tag egy harmadik javaslatot is benyújtott. Mikor az ENSZ BT határozathozatal nélkül április 6-án berekesztette az ülését, az USA rakétatámadást indított. Április 12-én a benyújtott javaslatot Oroszország megvétózta. Ez volt a nyolcadik alkalom, hogy Oroszország megvétózta az ENSZ BT Szíriával kapcsolatos határozatát. Ehelyett április 20-án Oroszország és Irán azt javasolta, az OPCW indítson vizsgálatot. Ezt azért utasították el, mert a szervezet már enélkül is vizsgálódik. Ezután április 26-án megakadályozta azt az ENSZ BT javaslatot, mely felszólította volna Szíriát, hogy minden információt adjon át a vizsgálatot végzőknek. Ugyanakkor azzal vádolta az ENSZ-t, hogy „gátolja a független nemzetközi vizsgálatlefolytatását”, melyet korábban Oroszország és Irán kezdeményezett.
2017. április 26-án Jean-Marc Ayrault francia külügyminiszter azt mondta, Franciaország arra jutott, hogy „kétségkívül” Szíria kormánya volt a támadás előkészítője. Hozzátette, hogy egy 2013-as támadáskor is szarint valamint hexamint használtak.
Az Egyesült Királyság védelmi minisztere, Michael Fallon azt mondta, szerinte a szíriai légierő a felelős a támadásért. Jeremy Corbyn, az ellenzék vezére azt mondta: „Azonnali tűzszünetre van szükség, és gyorsan el kell kezdeni az ENSZ felügyeletével egy vizsgálatot. Milyen félelmetes és illegális cselekedet, hogy valaki vegyi fegyvereket használ ártatlan emberek ellen."
Az Egyiptomi Külügyminisztérium nyilatkozata szerint a merényletek „fájdalmas és elfogadhatatlan” képei rávilágítanak arra, politikai megoldás kell ahhoz, hogy véget érjen a szíriai krízis. Ebben figyelembe kell venni a nemzetközi közösség döntéseit, az ENSZ BT 2254. számú határozatát, valamint a Genfi Konvenciókat.

### Egyéb országok
Hasszán Rohani iráni elnök egy „pártatlan, nemzetközi, tényfeltáró bizottság” megalakítását szorgalmazta, melynek feladata a támadás kivizsgálása lenne. Mohammad Javad Zarif külügyminiszter szerint az incidens „nagyon fájdalmas” volt, ezt elítélte, de ugyanakkor kritizálta az USA támadását is, hogy „vizsgálatok nélkül” megtámadta a szíriai légibázist. Irán Külügyminisztériumának szóvivője, Bahram Ghassemi elítélte „a vegyi fegyverek minden nemű használatát” de arra utalt, hogy a támadás felelőssége „a terrorista csoportokon”, és nem a szíriai kormányon nyugszik.
Justin Trudeau kanadai miniszterelnök ezt mondta: „Vannak folyton felvetődő kérdések .. azzal kapcsolatban, ki a felelős ezekért a félelmetes, a civilizált társadalom elleni tettekért, és ezért arra sarkallom azt EBNSZ Biztonsági Tanácsát, hogy hozzon egy olyan erős határozatot, mely felhatalmazza a nemzetközi közösséget, hogy mindenek előtt kiderítse, ki a felelős a támadásokért, és hogyan haladjunk tovább.” Benjámín Netanjáhú izraeli miniszterelnök felszólította a nemzetközi közvéleményt, hogy „teljesítse 2013-ban vállalt kötelességét, és végre vegye el azokat a szörnyű fegyvereket Szíriától.” Többek között a következő országok is elítélték a támadást: Csehország, Olaszország, Pakisztán, Szaúd-Arábia, Svájc, az Egyesült Királyság, és a Vatikán.
Irak kormánya szintén elítélte a vegyi támadást, és egy olyan ötlettel állt elő, mely szerint meg kell büntetni az előkészítőket. Másnap Irak vallási vezetője, Muktada asz-Szadr szintén elítélte a támadást, Aszad elnököt pedig lemondásra szólította fel. Malcolm Turnbull ausztrál miniszterelnök azt nyilatkozta, ha a támadások mögött Aszadot találják meg, – ahogy az Amerikai Egyesült Államok azt gondolja – akkor egy „sokkoló háborús bűncselekményt” hajtott végre." Szintén Aszadot tekintik a fő kitervelőnek Katar és Törökország.

## További nézőpontok
A Nemzetközi Atomenergia-ügynökség (IAEA) volt vezetője, Hans Blix szerint az USA válaszcsapása „kimért” és pontosan célzott volt, de később kritizálta az azonnali amerikai katonai válaszlépést. Kezdetben azon aggodalmainak adott hangot, hogy Szíria felelősségét még nem bizonyították, április 11-én viszont azt nyilatkozta: „kiegyensúlyozva úgy tűnik, a gáztámadást a szíriai kormány légi ereje hajtotta végre," hozzátette, hogy "az eddig megismert tények nem utalnak arra, hogy a felkelők indították volna a gáztámadást.”
Rajta kívül az ENSZ fegyverellenőre, Scott Ritter, az MIT professzor emeritusa, Theodore Postol, az Egyesült Királyság volt szíriai nagykövete és a Brit Szíriai Társaság elnöke, Peter Ford, a CJIA volt eset biztosa, Philip Giraldi, Uri Avneri tényfeltáró izraeli újságíró, és Seymour Hersh oknyomozó újságíró. sem értett egyet azzal, hogy a szíriai kormány lenne a felelős a támadásokért.